# 锡扎诺
锡扎诺（義大利語：Sizzano），是意大利诺瓦拉省的一个市镇。总面积10平方公里，人口1472人，人口密度147.2人/平方公里（2009年）。ISTAT代码为003139。